# Anik E2
O Anik E2 (também conhecido por Telesat 10) foi um satélite de comunicação geoestacionário canadense da série Anik construído pela GE Astro. Na maior parte de sua vida ele esteve localizado na posição orbital de 107,3 graus de longitude oeste e era operado pela Telesat Canada. O satélite foi baseado na plataforma AS-5000 e sua expectativa de vida útil era de 12 anos. O mesmo saiu de serviço em novembro de 2005 e foi transferido para uma órbita cemitério.

## História
O satélite foi o maior satélite de comunicação doméstico norte-americana lançado até à data. O satélite foi fabricado pela Spar Aerospace para a Telesat Canada. O corpo principal medida de 2,8 por 2,3 por 2,4 m; com painéis solares medindo 21,5 m gerando 3.888 W.
O Anik E2 chegou na posição orbital de 107,3 graus oeste como o planejado, mas a sua estreia orbital foi adiada quando não foi possível desdobrar a antena de banda C. As operações eram impossíveis, com os sensores de terra coberto pela antena presa. Foram quase três meses tentando reparar o satélite, aquecendo e resfriando-o em repetidas tentativas para libertar a antena. A Telsat já estava preparada para descartar o satélite. Mas os engenheiros por sua vez foram implacáveis tentaram uma série de dupla rotação, manobras com o satélite girando a 4,5 rpm. Até que no dia 3 de julho, a antena de banda C girou livre. Embora que essas manobras consumiram o valor do combustível de um ano, O Anik E2 ainda tinha uma expectativa de vida útil de 12 anos. Depois de uma fase de teste de dois meses, o serviço de banda Ku que estava no Anik C1 foi transferido para o novo satélite.
No dia 20 de janeiro de 1994, O Anik E2 tive problemas devido à atividade solar. O Anik E1 já havia falhado primeiro pela mesma causa, deixando o Canadá sem televisão por satélite. Algumas horas mais tarde, a Telesat conseguiu recuperar o satélite. Já o Anik E2 falhou depois devido a um problema com o giroscópio, que causou uma perda do apontado do sinal do satélite. O problema exato esteve nos circuitos relacionados com o volante de inércia. O Anik E2 não pode ser recuperado durante cinco meses, o que fez com que o Anik E1 assumisse o serviço e os usuários tiveram que mover suas antenas para apontar para o satélite. O Anik E2 foi recuperado, finalmente, através da utilização de estações de terra especiais em cada extremo do país que controlavam a posição do satélite e usando os propulsores do satélite para ajustar o apontado e a posição do mesmo. Esta técnica encurtou ainda mais a vida do satélite, uma vez que o consumo de propelente previsto originalmente era muito menor do que o que foi usado nesta operação realizada devido a avaria.

## Lançamento
O satélite foi lançado com sucesso ao espaço no dia 4 de abril de 1991, por meio de um veículo Ariane-44P H10 a partir do Centro Espacial de Kourou, na Guiana Francesa. Ele tinha uma massa de lançamento de 2977 kg.

## Capacidade e cobertura
O Anik E2 era equipado com 24 transponders em banda C e 16 em banda Ku. Cobrindo todo o território do Canadá e grande parte dos EUA.